# گروسوولترسدورف
گروسوولترسدورف (به آلمانی: Großwoltersdorf) یک شهر در آلمان است که در اوبرهافل واقع شده‌است. گروسوولترسدورف ۹۶۶ نفر جمعیت دارد.